# Vought-Sikorsky 300

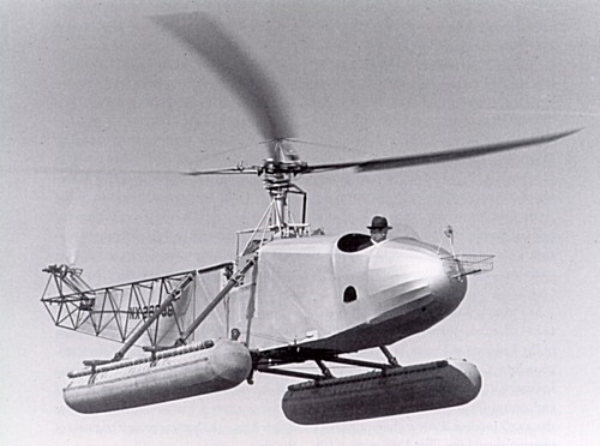

Le VS-300 (ou Vought-Sikorsky 300) est un hélicoptère conçu aux États-Unis par Igor Sikorsky. Le projet du VS-300 avait commencé en 1931 et le premier vol eut lieu le 14 septembre 1939 avec Igor Sikorsky aux commandes. Resté à l'état de prototype, il a servi à la création du premier hélicoptère américain produit en série, le R4-B Hoverfly en 1941.

## Description technique
D'une conception révolutionnaire, le VS-300 était équipé d'un moteur 4 cylindres de 75 chevaux à refroidissement par air. Le diamètre du rotor principal tripale était de 8,53 mètres. Il possédait en outre un rotor anti-couple relié au rotor principal par un boîtier d'engrenage. La structure de la cellule consistait en tubes métalliques et seul l'appareil qui effectua les essais en vol possédait un carénage aérodynamique.
Le premier vol eut lieu le 14 septembre 1939 : l'appareil était relié au sol par des câbles de guidage. Le premier vol libre eut lieu le 13 mai 1940. Un an plus tard, le 6 mai 1941, Sikorsky établit un record d'endurance avec le VS-300 en restant en l'air 1 h 32 min 26 s. Dans la période qui suivit (jusqu'au 8 décembre 1941), de nombreuses modifications furent apportées. La version définitive du VS-300 totalise 102 h 35 min 51 s de vol. Elle fut remise au musée Edison de Henry Ford. 
Le VS-300 servit de prototype à l'appareil VS-316 (R-4). Il apporta la preuve des avantages de cette configuration devenue aujourd'hui classique.

## Liens
- Liste des hélicoptères
- Usine Avco de Stratford